# Franklin Drilon
Franklin Magtunao Drilon, anche conosciuto come Frank Drilon (Iloilo, 28 novembre 1945), è un politico filippino.

## Biografia
Franklin Magtunao Drilón nacque ad Iloilo il 28 novembre 1945, primogenito di Cesar Drilon Sr. e Primitiva Magtunao. Studiò presso la Baluarte Elementary School, del distretto di Molo, sino al 1957. Frequentò quindi lo U.P. - Iloilo College (oggi noto come University of the Philippines High School) sino al 1961.
Si iscrisse poi all'Università delle Filippine, ottenendo il baccellierato in arti nel 1965. Durante questi anni fu editore associato del giornale studentesco e membro del Consiglio degli studenti. Tra i suoi compagni di corso vi furono i futuri politici Miriam Defensor-Santiago e Ronaldo Zamora. Nel 1969 si laureò in giurisprudenza presso il Collegio di Legge dell'Università delle Filippine e successivamente svolse l'esame di qualificazione professionale, ottenendo il terzo punteggio più alto.
Iniziò la propria carriera politica nel 1986 quando fu incluso all'interno del gabinetto presidenziale di Corazon Aquino. Grazie all'esperienza nelle relazioni industriali e dei suoi risultati conseguiti nel settore privato, tra il 1987 ed il 1991 ricoprì il ruolo di Segretario del Lavoro e poi di Segretario della Giustizia, prima di essere nominato Segretario Esecutivo sino al termine del governo Aquino, avvenuto nel 1992. Nel medesimo anno fu incluso anche nell'amministrazione di Fidel V. Ramos, quando fece ritorno come Segretario della Giustizia: durante il suo secondo mandato, istituì un sistema di monitoraggio che consentì di riesaminare casi archiviati in varie procure di tutto il paese. Nel 1995 fu eletto nel Senato delle Filippine, posizione che avrebbe ricoperto sino al 2007 e che gli consentì anche di diventare in più occasioni Presidente della camera alta.
Nel giugno 2010 fu nuovamente eletto nel Senato e durante la sua seconda permanenza si contraddistinse come uno dei più forti sostenitori del sistema del Pork Barrel, ritenuto però incostituzionale e causa di diversi scandali di corruzione durante l'amministrazione di Benigno Aquino III. A seguito del controverso impeachment del giudice capo Renato Corona, fu accusato assieme ad altri venti Senatori di aver ricevuto denaro pubblico per votare contro la sua rimozione forzata. Nel luglio 2013 fu nominato Presidente del Senato per la terza volta, quando sostituì Juan Ponce Enrile.